# 와일드바디

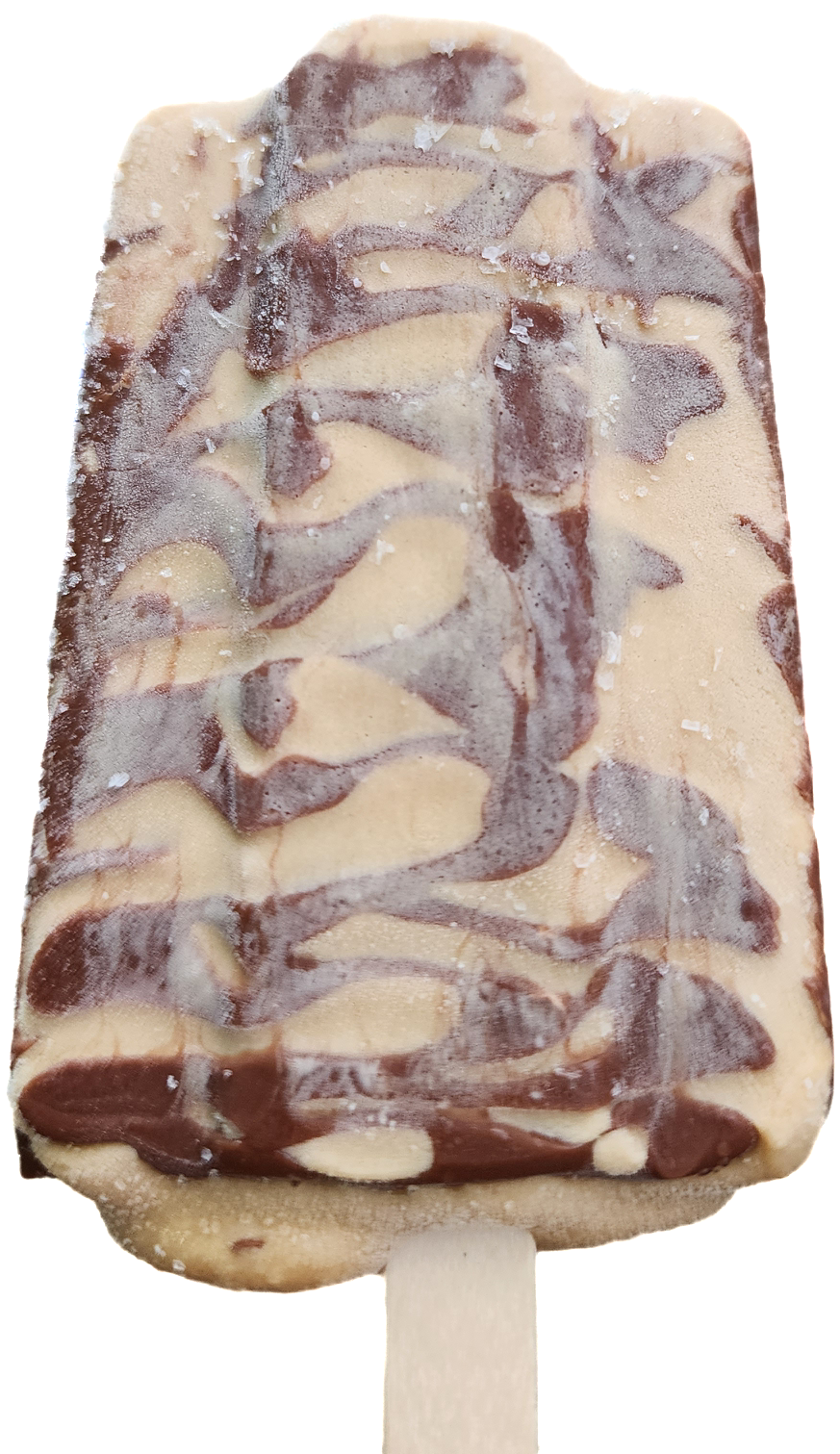

와일드바디는 메가톤바와 함께 출시된 롯데웰푸드의 아이스크림이다.

## 맛
- 밀크 맛(빨간색) 단종
- 커피 맛(초록색)

## 같이 보기
- 메가톤바